# Casandro de Macedonia
Casandro (griego: Κάσσανδρος, Kassandros Antipatros; h. 350-297 a. C.), rey de Macedonia (305-297 a. C.), fue un hijo de Antípatro, y fundador de la dinastía antipátrida.
Después de la muerte de Alejandro Magno, sus generales se repartieron el imperio, siendo protagonistas durante veinte años de grandes luchas y peleas por obtener el poder. Fueron los llamados diádocos, (διάδοχοι) o sucesores.

## Monarca

Reino de Casandro
Otros diádocos
Reino de Seleuco
Reino de Lisímaco
Reino de Ptolomeo I
Epiro
Otros
República cartaginesa
República romana
Colonización griega

Nació alrededor del año 350 a. C. y era hijo del general macedonio Antípatro, uno de los generales de Alejandro Magno; quien al morir en el año 319 a. C. dejó estipulado en su testamento que le sucediera en la regencia de Macedonia su compañero Poliperconte. Los historiadores coinciden en afirmar que no confiaba demasiado en las dotes que este hijo pudiera tener para gobernar, así es que no le nombró en su testamento como sucesor de la regencia. Sin embargo, en el año 305 a. C., Casandro obtuvo el poder mediante un golpe de Estado y se hizo nombrar rey de Macedonia, reinado que duró hasta el año 297 a. C. Durante estos años Grecia fue gobernada por una pequeña élite, a la que respaldaban las tropas destacadas allí.
Sus rivales no le reconocieron como monarca hasta el año 301 a. C. en que se dio la batalla de Ipsos. En este combate se unieron Casandro, Lisímaco de Tracia y Seleuco I Nicátor contra el general Antígono I Monóftalmos (uno de los generales de Alejandro Magno), que se había hecho con el poder de casi todo el imperio macedonio. Antígono murió en esta batalla. Según algunos historiadores, Casandro se alió con Ptolomeo, Lago y Antígono contra Poliperconte, gobernador de la Macedonia.

## Muerte de la familia de Alejandro
Siguiendo la pauta más o menos establecida en aquella época, de llegar al poder y mantenerse en él a costa de eliminar a los posibles enemigos y rivales, Casandro tuvo buen cuidado de que su gobierno quedara completamente libre de competidores. En primer lugar, en el año 316 a. C. persuadió a Olimpia de Epiro (madre de Alejandro Magno), que se había exiliado en Epiro, para que volviese a Macedonia. Una vez allí, Casandro promovió con éxito una conjura contra ella que terminó en su asesinato. Otros historiadores dicen que mientras estaba sitiando a Tegea supo que Olimpia, la madre de Alejandro Magno, había dado muerte a Nicator, hermano suyo y a muchos de sus partidarios; inmediatamente marchó a Macedonia, sitió a Olimpia en Pidna, tomó la plaza y mandó quitarle la vida.
Quedaron bajo su poder Roxana, la viuda de Alejandro, y su hijo Alejandro IV, y prohibió tratarlos como personas reales.
Se casó con Tesalónica, hija de Fillipo II y medio hermana de Alejandro Magno, en el año 316 a. C. para mezclar su sangre con la dinastía de los Argéadas y comenzar su propia dinastía antipátrida. Conmemora este enlace el nombre de la ciudad de Tesalónica.
Se renovó la lucha entre Casandro y Poliperconte; pero los dos rivales se unieron para combatir a Antígono, que sustraía a Grecia del dominio de Casandro, apoyando al partido democrático. En el año 311 a. C., firmaron la paz, acordando que Casandro conservase el poder supremo en Macedonia y Grecia hasta que Alejandro Aego (hijo legítimo de Alejandro Magno) llegase a la mayoría de edad. Poco después mandó asesinar también a Roxana, la joven viuda de Alejandro Magno y al hijo póstumo de ambos, el pequeño Alejandro Aego, Alejandro IV, que todavía era un niño de 13 años. Estos asesinatos reanudaron la lucha, y Poliperconte proclamó a Heracles, supuesto hijo de Alejandro Magno, tenido con la noble persa Barsine, pero Casandro le sobornó, e hizo que le ejecutase, así como a su madre.
Después de esto, la posición de Casandro en Grecia y Macedonia fue razonablemente segura, pudiendo proclamarse rey en 305 a. C. Después de la Batalla de Ipsos, en la cual, Antígono I resultó muerto, no tuvo oposición en el control de Macedonia.
Casandro fundó la ciudad de Casandrea y estableció en ella la capital. Fundó también en el 315 a. C., Tesalónica, capital de la región macedonia, en honor a su esposa.
Murió de hidropesía en el año 297 a. C. Otros autores dan la fecha de 298 a. C.
Tuvo tres hijos que llegaron a ser unos reyes efímeros (incluso alguno sólo fue rey de nombre): Alejandro V, Filipo IV y Antípatro II. Las fuentes relatan que Antípatro mató a su propia madre, Tesalónica, por los favoritismos que tenía hacia Alejandro. Alejandro vengaría posteriormente a su madre matando a Antípatro. Sin embargo,  Demetrio Poliorcetes se encargaría muy pronto de arrojar del trono y matar a Alejandro, se hizo con el poder y creó la dinastía Antigónida, habiendo exterminado completamente a la familia de Casandro.
| Predecesor: Poliperconte              | Regente de Macedonia 317 - 305 a. C. | Sucesor: Asume la corona        |
| Predecesor: Alejandro IV de Macedonia | Rey de Macedonia 305 - 297 a. C.     | Sucesor: Filipo IV de Macedonia |